# Converse, Texas
Converse är en stad i Bexar County i Texas. Vid 2010 års folkräkning hade Converse 18 198 invånare.